# Over the Hills and Far Away
《Over the Hills and Far Away》是芬兰交响金属乐团夜愿的首张迷你专辑，由Spinefarm Records和Drakkar Records共同发行于2001年。在该专辑发行后，贝斯手萨米·万斯凯由于和托马斯音乐风格不合，而被现贝斯手兼男主唱马可·希耶塔拉顶替。
专辑中的音乐也收录在由Drakkar和Century Media发行，2000年12月29日举办于坦佩雷的DVD现场专辑《From Wishes to Eternity》中。
EP一经亮相就获得了芬兰官方排行榜的第一名，并连续十二周跻身前三，其中五个星期排名第一，六个星期排名第二。包括2004年的前两周，专辑一共在榜单上出现49次。2006年EP获得芬兰的唱片认证，而36,000份的销量在当时的芬兰全单曲碟销量中排行第六。《Over the Hills and Far Away》也登上了欧洲各国的榜单，在德国、比利时、奥地利、荷兰和瑞士皆跻进前100。
专辑包括两首新歌，一首重制由自专辑《Angels Fall First》的《Astral Romance》，该曲由Tony Kakko和塔雅·图伦尼演唱。而第一首曲目《Over the Hills and Far Away》改编自北爱尔兰歌手兼吉他手盖瑞·摩尔的同名歌曲，由托马斯·霍洛帕尼、Tapio Wilska和Kakko伴唱；Wilska亦演唱了《10th Man Down》。

## 作品列表
| 曲序     | 曲目                                             | 词曲            | 时长  |
| -------- | ------------------------------------------------ | --------------- | ----- |
| 1.       | Over the Hills and Far Away（原作者为盖瑞·摩尔） | 盖瑞·摩尔       | 5:03  |
| 2.       | 10th Man Down（Tapio Wilska伴唱）                | 托马斯·霍洛帕尼 | 5:24  |
| 3.       | Away                                             | 托马斯·霍洛帕尼 | 4:33  |
| 4.       | Astral Romance（重制，Tony Kakko伴唱）           | 托马斯·霍洛帕尼 | 5:22  |
| 总时长： | 总时长：                                         | 总时长：        | 20:22 |

## 职员表

### 乐队
- 塔雅·图伦尼 – 演唱
- 厄尔诺·弗罗里尼 – 吉他
- 萨米·万斯凯（英语：Sami Vänskä） – 低音吉他
- 托马斯·霍洛帕尼 – 键盘，和声（曲目1）
- 尤卡·内瓦莱宁（英语：Jukka Nevalainen） – 鼓

### 特邀
- Tapio Wilska（芬兰颂歌成员） – 演唱（曲目2）
- Tony Kakko（北极奏鸣曲成员） – 演唱（曲目4），和声（曲目1）

### 其他成员
- Tero Kinnunen - 制作人，混录
- Mikko Karmila - 策划
- 萨米·万斯凯（英语：Sami Vänskä） - 封面设计
- Tomi Laurén - 插图
- 部分制图由"Raised In The Barrel" Spinedude制作